# Perineoplastia
Perineoplastia ou Plicatura de Kelly-Kennedy é uma cirurgia plástica íntima, onde a região perineal é reconstruída.

## Etimologia
Este procedimento costuma ser realizado em mulheres que tiveram laceração da musculatura da vagina, ocasionando algum tipo de transtorno, como a eliminação de pequenas quantidades de urina ao realizar algum esforço.
Essa laceração das paredes vaginais pode ser ocasionada por partos normais consecutivos. No parto, os médicos podem cortar alguns músculos do períneo para a criança sair. A vagina fica um pouco mais alargada, ocasionando certa perda de sensibilidade por atrito e às vezes flatos vaginais, durante o ato sexual. Assim o orgasmo pode tornar-se difícil. Além disso, existe possibilidade de queda da bexiga, ocasionando incontinência urinária. Ocorre também com a chegada da velhice.
A cirurgia é realizada na parte externa da vagina.